# Pezizomycetidae
Sous-classe
Les Pezizomycetidae sont une sous-classe de champignons ascomycètes de la classe des Pezizomycetes. 

## Liste des ordres
Selon BioLib (1 décembre 2018) et ITIS (1 décembre 2018) :
- ordre des Pezizales C. Bessey, 1907